# Basilornis
Basilornis is een geslacht van zangvogels uit de familie  spreeuwen (Sturnidae).

## Soorten
Het geslacht kent de volgende soorten:
- Basilornis celebensis  –  Sulawesikoningsspreeuw
- Basilornis corythaix  –  Molukse koningsspreeuw
- Basilornis galeatus  –  Grote koningsspreeuw

Verplaatst naar monotypisch geslacht:
- Goodfellowia miranda  –  Mindanaokoningsspreeuw